# Село имени Головацкого
имени Головацкого (каз. Головацкий, до 2007 г. — Молодёжный) — село в Панфиловском районе Жетысуской области Казахстана. Административный центр Жаскентского сельского округа. Код КАТО — 195638100.
Получило своё название в честь председателя колхоза «40 лет Октября» Николая Никитовича Головацкого.

## Население
В 1999 году население села составляло 1662 человека (796 мужчин и 866 женщин). По данным переписи 2009 года, в селе проживало 1920 человек (945 мужчин и 975 женщин).